# 曾承显
曾承显（？—？），江西虔南人，是一名清朝政治人物。
曾承显曾于1840年接替王文炳任上海县知县一职，1840年由蔡维新接任。道光二十一年，曾承显向上海各乡江右商劝募捐资、及江西茶商连岁厘金，创建上海豫章会馆（即江西会馆），奉祀西江福主许真君。